# Gálfi Dalma
Gálfi Dalma Rebeka (Veszprém, 1998. augusztus 13. –) magyar teniszezőnő. Junior világbajnok, felnőtt magyar bajnok, a US Open junior lány bajnoka (2015), junior párosban wimbledoni bajnok (2015), korosztályos világbajnoki bronzérmes (2014), Európa-bajnok (csapatban és párosban) (2014), a magyar Fed-kupa csapat tagja.
Egyéniben két WTA125 tornát nyert, valamint egyéniben kilenc, párosban tíz ITF-tornagyőzelmet szerzett. 2015-ben megnyerte a US Open junior lányok versenyét, és 2015. szeptember 14-én a junior lány világranglista élére került. Párosban 2015-ben Stollár Fannyval párban győzött a wimbledoni teniszbajnokságon a junior lányok páros versenyén. A felnőtt mezőnyben 2021-ben a US Openen jutott fel először Grand Slam-torna főtáblájára. A Grand Slam-tornákon a legjobb eredményét a 2022-es a US Openen, valamint a 2023-as és a 2025-ös wimbledoni teniszbajnokságon érte el- Párosban a 2022-es US Openen a 3. körig jutott.
A WTA felnőtt világranglistáján egyéniben 2021. november 1-én a 123. helyre került, amivel akkor a világranglistán legmagasabban jegyzett magyar női teniszező volt. A legjobb világranglista helyezése a 2022. szeptember 12-én egyéniben elért 79. hely, míg párosban 2022. szeptember 19-én a 126. helyezés.
A Nemzetközi Teniszszövetség (ITF) első magyarként a 2015. év junior világbajnokává választotta. 2016-ban a magyar Forbes magazin a 15. helyen felvette a 25 legértékesebb magyar sportoló listájára.

## Élete és pályafutása

### Korai évei
Négyéves korában vett először ütőt a kezébe. Hétévesen már ő a legsikeresebb miniteniszező az országban. Nyolcévesen kezdett el nagy pályán játszani, 10 évesen vett részt első nemzetközi versenyén. A 12 és 14 éves korosztályban magyar ranglistavezető volt.  2010–2011-ben több alkalommal játszott döntőt, de akkor még nem sikerült tornagyőzelmet szereznie: 2010. júliusban a szlovéniai Otocecben, augusztusban Radenciben maradt alul a döntőben, mindkétszer Stollár Fanny volt a legyőzője.  2011. áprilisban a spanyolországi Magalufban ismét Stollár Fannyval szemben maradt alul, de ezt követően júniusban megnyeri a pécsi juniorkupát. Júliusban Kufsteinben a döntőben maradt alul egy szlovák versenyzővel szemben, de augusztusban Kremsben 13 évesen a 16 évesek között indulva az elődöntőig jut, és szeptember elején ismét győz a pécsi juniorkupán. Az évet két szép tornagyőzelemmel zárja, először novemberben az U18-as korosztály számára rendezett Grand Slam Park Kupát nyerte el, majd decemberben az U16-os Göteborg Openen diadalmaskodott.

### Út az európai korosztályos első helyig
2012-ben március és augusztus között kilenc versenyéből nyolc alkalommal a döntőbe került. Franciaországban második, ezt követően Szlovákiában és Portugáliában első, majd Rómában a Stanley kupán második, de utána Szlovákiában és Budapesten egy 18 éven aluliaknak rendezett versenyen ismét az első helyen végzett. Egy kismartoni kisiklás után Plzenben az Európai Ifjúsági Bajnokságon döntős, és 14 évesen nyeri a 18 évesek előtt a zsolnai versenyt.
2012-ben párosban Barzó Lilla partnereként az elődöntőbe jutott Kismartonban az építők-Abris kupán, valamint a szlovák Viktória Kužmová partnereként a hollandiai Almerében. Első páros tornagyőzelmét Bondár Annával párban Budapesten az Interact kupán érte el.
Ezekkel az eredményeivel 14 évesen az európai ranglistán az 1. helyre került.

### 15 évesen 18 évesek ellen
2013-tól, 15 éves korától már kizárólag csak a 18 évesek korosztályában versenyez. Ebben az évben háromszor az elődöntőbe jut: februárban Nürnbergben, és novemberben két izraeli versenyen.
2013-ban párosban Bondár Annával a döntőbe jutott a bajor junior bajnokságon, majd a horvát Slavica partnereként elődöntős a Plovdiv kupán, valamint Amstettenben.

### 2014: a kiugrás első éve
2014-ben az U16 korosztályos fedettpályás Európa-bajnokságon a csehországi Ricanyban Stollár Fannyval és Udvardy Pannával csapatban aranyérmesek lettek, majd az U16 korosztályos Európa-bajnokságon Moszkvában egyéniben és párosban Stollár Fannyval aranyérmet szerzett. Pár nappal később a Budapesten rendezett csapatversenyen Stollár Fannyval és Udvardy Pannával csapatban is U16 Európa-bajnokok lettek, amivel kiharcolták a részvételt az U16-os korosztályos világbajnokságra.
Az egyéni versenyeken 2014-ben az év első felében csak elődöntőkig jutott, de oda négy alkalommal is. Januárban Pozsonyban, márciusban Dél-Afrikában két egymás utáni versenyen is, és áprilisban Firenzében. Az első félévet egy döntővel zárta Kismartonban.
2014. márciusban Dél-Afrikában két egyéni győzelme mellett az angol Lumsdennel a két egymás utáni versenyen párosban is győzött. A szlovák Mihalikova partnereként elődöntős Horvátországban, majd áprilisban a cseh Vondrousovával győznek Firenzében. Május végén a cseh Kolarovával párban a döntőig jutnak az Építők-Abris kupán Budapesten.
Wimbledonban a junior lányok versenyében a cseh Marie Bouzkovával párosban a döntőbe jutott, de nem sikerült nyerniük. A 2014. év második féléve hozta meg egyéniben az első igazi, átütő sikereket. Az év végén egymás utáni öt tornáján négy alkalommal győztesként hagyta el a pályát, csak egyszer kényszerült az elődöntőben búcsúzni. Először Heraklionban nyert meg két egymás utáni 10 000 dolláros versenyt a kvalifikációból indulva, majd Mexico Cityben győz az Abierto Juvenil versenyen, és elődöntős a Yucatan kupán. Az év utolsó tornáján, a Bollettieri teniszakadémia versenyén, az egyik legrangosabb amerikai juniorversenynek számító Eddie Herr versenyen 16 évesen Bradentonban is maga mögé utasított mindenkit a 18 évesek versenyén.
Csapatban Stollár Fannyval és Udvardy Pannával 2014. szeptemberben bronzérmet szerzett a Junior FED kupa (korosztályos világbajnokság) döntőjében a mexikói San Luis Potosiban. Az angol Swan partnereként elődöntős a mexikói Abierto Juvenil tornán, majd a román Cristiannal párban győznek a Yucatan kupán Mexikóban. 2014. októberben egy 15 000 dolláros Pro Circuit versenyen Jani Réka Lucával párosban a döntőig jutott Heraklionban, majd novemberben ugyanott Bondár Anna partnereként megnyerik a tornát.

### 2015: Junior Grand Slam-győzelmek, világranglista 1. hely
2015-ben folytatta jó szereplését. Az Australian Openen a junior lányok versenyén az elődöntőig jutott, Solarinóban két egymás utáni héten zajló 10 000 dolláros torna közül az elsőben az elődöntőben esett ki, a másodikat megnyerte, majd Dijonban egy 15 000 dolláros versenyen szintén az elődöntőig jutott. Solarinóban a 10 000 dolláros versenyen párosban Bondár Annával tornagyőzelmet szerzett, akivel áprilisban Dijonban egy 15 000 dolláros tornán az elődöntőig jutott. Wimbledon előtt egyéniben megnyerte a roehamptoni fűves tornát. Az angol Swannal párban 2015. májusban a döntőig jutnak Olaszországban.
2015-ben Stollár Fannyval a junior párosok versenyében elnyerték a wimbledoni trófeát, amivel sporttörténelmet írtak, mert ők lettek az első olyan győztes páros a Grand Slam-ek történetében, amelyben mindkét fél magyar volt. (2005-ben Szávay Ágnes, 2010-ben Babos Tímea nyert ugyanitt, de mindketten külföldi partnerrel.) Dalma ebben az évben egyéniben felnőtt magyar bajnokságot nyert.
Júliusban párosban Stollár Fannyval az ezüstérmet szerezték meg a junior Európa-bajnokságon Svájcban.
A 2015. év legnagyobb sportsikereként a US Open junior lányok versenyének győztese lett. Az első magyar, aki ezt a címet (az összes kategória tekintetében) megszerezte, egyúttal ezzel a trófeával vált teljessé a karrier Grand Slam a junior magyar versenyzők között: 2000-ben Kapros Anikó nyert Ausztráliában, a Roland Garrost Szávay Ági húzta be 2005-ben, Fucsovics Márton 2010-ben nyert Wimbledonban, most pedig Dalma ért a csúcsra a US Openen.
2015. szeptember 14-én a junior lány világranglista 1. helyére került.
2015. augusztusban több társával együtt "pályán kívüli fegyelmezetlenség" miatt kizárták az Európa-bajnokságon induló válogatott keretből. Az erről szóló közleményt nagyon félreérthetően fogalmazták meg, amelyet sérelmezett Gálfi Dalma apja, és edzője Temesvári Andrea is. Ezért a Magyar Tenisz Szövetség hivatalos közleményt adott ki arról, hogy a kizárás tiszteletlen megnyilvánulások miatt történt, és csak az EB-n történő indulást érinti. „A szövetség az ügyet lezártnak tekinti, és az érintett sportolókat továbbra is maximálisan támogatják.”
2015. októberben folytatta jó szereplését, és az ausztráliai Tweed Headsben rendezett 15 000 dolláros tornán egyéniben megszerezte negyedik ITF tornagyőzelmét, és párosban is a döntőbe jutott. A rákövetkező héten ismét tornagyőzelmet aratott, az ausztráliai Cairnsben egy 25 000 dolláros tornát nyert meg, párosban is az elődöntőig jutott az ausztrál Hon partnereként. Akivel egy héttel később a 25 000 dolláros versenyen Toowoombában is az elődöntőig jutottak.
Decemberben az Eddie Herr nemzetközi junior versenyen egyéniben az elődöntőig jutott, párosban a szlovák Mihalikovával párban a döntőben szenvedtek vereséget. Az év utolsó versenyén, a rangos Orange Bowlon csak az elődöntőig jutott, de ezzel az eredményével is biztosította első helyét a junior világranglistán, amelyen ebben az évben utoljára szerepelt. A junior világbajnoki címmel járó trófeát a 2016-os Roland Garros idején a győztesek gáláján vehette át.
Edzője Babos Csaba volt, 2015-ben váltott, és ezt követően Temesvári Andrea és Barátosi Levente a trénerei.

### 2016: Első WTA-torna, ITF-tornák
Januárban mandulaműtéten esett át, emiatt ki kellett hagynia a januári versenyeket, köztük az Australian Opent is. Ezt követően lassan lendült játékba, első sikereit áprilisban érte el, amikor a görögországi Iráklióban két egymást követő 10 000 dolláros ITF versenyen is az elődöntőig jutott, a második versenyen párosban az olasz Cristiana Ferrandóval megszerezte első tornagyőzelmét az évben. Májusban egyéniben negyeddöntős, párosban döntős volt egy 50 000 dolláros fűves pályás versenyen Kurume Japán városban.
Első egyéni WTA tornáján Hollandiában, 2016. június 6-tól a fűves pályás Ricoh Openen szabadkártyával a főtáblán indulhatott, de az első körben szoros mérkőzésen 6–4, 6–4 arányú vereséget szenvedett a világranglistán 180 hellyel előtte álló orosz Jevgenyija Rogyinától, aki később a negyeddöntőig jutott.
A júniusban Szegeden rendezett 50 000 dolláros ITF-versenyen egyéniben és párosban is a negyeddöntőig jutott. Egyéniben a harmadik játszmában sérülés miatt kellett feladnia. A július 2–10 között Budapesten megrendezett Ladies Open 100 000 dolláros ITF versenyen szabadkártyával a főtáblán indulhatott, de az első fordulóban kikapott. Augusztusban Bad Saulgaulban egy 25 000 dolláros versenyen párosban elődöntőt játszott, majd Bükfürdőn a 25 000 dolláros versenyen párosban döntős, egyéniben elődöntős volt.
Októberben Ausztráliában a 25 000 dolláros ITF-versenyen Toowoombában egyéniben és párosban is győzelmet aratott. November elején a kínai Csencsouban az első és a harmadik kiemelt elleni győzelem után a döntőben a negyedik kiemelt ellen is győzni tudott, és megnyerte a 25 000 dolláros versenyt.
Novemberben a Tokióban rendezett 100 000 dolláros versenyen érte el eddigi legjobb felnőtt tornaeredményét, miután az előcsatározások során legyőzte a 3. kiemelt, világranglista 84. helyezett japán Hibino Naót, megszerezve első Top100-as versenyző elleni győzelmét, majd az elődöntőben nyert a korábbi Top100-as Tatjana Maria ellen is. A döntőben három játszmában maradt alul az első kiemelt, a világranglista 24. helyén álló kínai Csang Suajjal szemben, aki 2016-ban már legyőzte Simona Halepet, Samantha Stosurt, Caroline Wozniackit és Babos Tímeát is. Az eredményével szerzett ranglistapontok alapján a világranglistán a 182. helyre került, amellyel Babos Tímea mögött a második legmagasabbra rangsorolt magyar teniszező lett. Helyezése feljogosítja a januári Australian Open selejtezőjén való indulásra. A Toyotában rendezett 50 000 dolláros versenyen az elődöntőbe jutott, amelyre húzódása miatt – egy súlyosabb sérülést megelőzendő – nem állt ki.

### 2017: Első GS-szereplések
Első felnőtt Grand Slam-tornáján, a 2017-es Australian Openen a világranglistán elfoglalt helye alapján a női egyes kvalifikációs versenyén indulhatott. Az első körben legyőzte a brit Tara Moore-t, a másodikban azonban vereséget szenvedett a macedón Lina Gjorcseszkától.
A világranglistán elfoglalt 152. helye alapján szerzett jogosultságot a 2017-es Roland Garros selejtezőjében való indulásra. Az első körben a szabadkártyás francia Jessika Ponchet volt az ellenfele, akitől 3–6, 6–1, 3–6 arányban vereséget szenvedett.
Júniusban a Marseille-ben rendezett 100 000 dolláros ITF-tornán egyéniben az elődöntőbe, párosban a döntőbe jutott.
A 2017-es wimbledoni teniszbjanokság selejtezőjében 20. kiemeltként indult, de az első fordulóban 6–1, 5–7, 1–6 arányban vereséget szenvedett a német Antonia Lottnertől és kiesett.
A 2017-es US Open selejtezőjében a 28. kiemeltként indulhatott, de az első körben  6–2, 2–6, 4–6-ra kikapott a korábban már a világranglista 26. helyén is álló szlovák Anna Karolína Schmiedlovától.
A novemberben Tokióban rendezett 100 000 dolláros ITF-tornán az elődöntőig jutott.

### 2018
Az évet sérülés miatt gyengébben kezdte, csupán párosban sikerült két 25 000-es ITF-versenyen – februárban Glasgowban, márciusban Tojotában – a döntőbe jutnia. Májusban ugyancsak döntős volt párosban a balatonboglári 25 000-es ITF-versenyen. Augusztusban párosban megnyerte a Wokingban rendezett 25 000 dolláros tornát. Ugyanebben a hónapban a Budapesten rendezett 60 000 dolláros tornán párosban döntőt játszott.

### 2019
2019. májusban párosban győzött a Monzonban rendezett 25 000 dolláros tornán. Egy héttel később a kvalifikációból indulva a döntőig jutott a spanyolországi La Bisbal D'Empordában rendezett 60 000 dolláros tornán, ahol párosban is döntőt játszott. Párosban nyert júliusban Bytomban és szeptemberben Kaposváron, közben döntős volt Triesztben 25 000 dolláros ITF-tornákon. Novemberben Kimberley Zimmermann párjként megnyerte a Malibuban rendezett 25 000 dolláros tornát.

### 2020
A szezont Floridában kezdte, ahol Daytona Beachen a negyeddöntőig, Vero Beachen az elődöntőig jutott 25 000 dolláros tornákon. Márciusban Antalyában egy 25 000 dolláros tornán a döntőben kapott ki. A szeptemberre halasztott Roland Garroson az eddigi legjobb Grand Slam-tornaeredményét érve el a kvalifikáció döntőjéig jutott.

### 2021: Első Grand Slam-főtábla, a legjobb magyar helyezés a világranglistán
Az Australian Openen nem jutott túl az első körön, miután vereséget szenvedett az orosz Anna Kalinszkajától. Májusban ért el először említésre méltó eredményt, amikor a Prágában rendezett 25 000 dolláros ITF-tornán az első kiemelt Viktória Kužmová legyőzése után a szabadkártyával indult, egykori Top20-as Ana Konjuhot is legyőzve a döntőig jutott, itt azonban vereséget szenvedett a német Jule Niemeiertől. Júniusban a franciaországi Denainban rendezett 25 000 dolláros tornán egyéniben és párosban is a döntőbe jutott, amelyek közül az egyéni versenyt meg is nyerte. Július elején a Contrexéville-ben rendezett 100 000 dolláros tornán egyéniben és párosban is a döntőbe jutott. A Budapesten rendezett WTA 250-es kategóriájú tornán az elődöntőbe jutott, és ott a későbbi tornagyőztes Julija Putyincevától kapott ki. Ez volt az eddigi legkiemelkedőbb egyéni eredménye.
Folytatva egész éves jó szereplését, a 2021-es US Openen sikerrel vette  selejtezős akadályokat életében először Grand Slam-torna főtáblájára jutott, ahol az 1. körben búcsúzott. Szeptember elején a karlsruhei WTA 125K kategóriájú tornán negyeddöntős eredményt ért el. A következő héten a Valenciában rendezett 80 000 dolláros tornán a döntőben maradt csak alul az olasz Martina Trevisannal szemben. Eredményével megelőzte a világranglistán Babos Tímeát, ezzel a legmagasabban jegyzett magyar teniszezőnő lett.

### 2022: a Top100-ban
Indian Wellsben és a Miami Openen, két WTA1000-es tornán is feljutott a főtáblára, Miamiben a 2. körben sérülés miatt volt kénytelen feladni a mérkőzést. Ezekkel az eredményeivel sikerült bejutnia a világ 100 legjobb teniszezőnője közé. A 2022-es Roland Garroson egyéniben az 1. körben esett ki, a párosban a 2. körben búcsúzott. Ezzel a páros eredményével azonban javított a legjobb világranglista helyezésén. Júniusban az Ilkley-ben rendezett 100 000 dolláros füvespályás tornán egyéniben megszerezte a győzelmet, ezzel pályafutása addigi legjobb eredményét érte el, és a világranglistán is 17 helyet javítva a 81. helyre ugrott. Júliusban a Contrexéville-ben rendezett WTA125K kategóriájú versenyen a döntőbe jutott.
A US Openen legjobb eddigi Grand Slam-torna eredményét érte el, amikor a 3. körig jutott.

### 2023
Februárban a negyeddöntőig jutott a Linzben rendezett WTA250-es tornán. Júniusban elődöntős volt az Ilkleyben rendezett 100 000 dolláros füves pályás ITF-tornán. Wimbledonban a 3. körig jutott. Októberben a Spanyolországban rendezett ITF 100 000 dolláros tornán elődöntőt játszott, majd negyeddöntős volt a pozsonyi 60 000-es tornán.

### 2024
Február elején a negyeddöntőig jutott a Huahinben rendezett WTA250-es tornán. Áprilisban az elődöntőig jutott a WTA125-ös spanyolországi versenyen. Júniusban a selejtezőből indulva az elődöntőig jutott a hollandiai Rosmalenben rendezett füves pályás WTA250-es tornán, ahol az egykori Grand Slam-győztes Bianca Andreescu állította meg.

### 2025
Áprilisban egyéniben döntőt játszott La Bisbal d’Empordàban a WTA125 tornán, majd két héttel később érte el eddigi legjobb egyéni eredményét, amikor Oeirasban megnyerte a WTA125 kategóriájú tornát, majd a következő WTA125 tornán is győzött a spanyolországi Vicben, ezzel ismét a Top100-ba került a világranglistán.

## Junior Grand Slam döntők (2–1)

### Lány egyéni (1–0)
| Eredmény | Év   | Bajnokság | Borítás | Ellenfél    | Eredmény |
| -------- | ---- | --------- | ------- | ----------- | -------- |
| Győztes  | 2015 | US Open   | Kemény  | Sofia Kenin | 7–5, 6–4 |

### Lány páros (1–1)
| Eredmény | Év   | Bajnokság | Borítás | Partner        | Ellenfél                     | Eredmény    |
| -------- | ---- | --------- | ------- | -------------- | ---------------------------- | ----------- |
| Döntős   | 2014 | Wimbledon | Fű      | Marie Bouzková | Tami Grende Je Csiu-jü       | 2–6, 6–7(5) |
| Győztes  | 2015 | Wimbledon | Fű      | Stollár Fanny  | Vera Lapko Tereza Mihalíková | 6–3, 6–2    |

## WTA 125K döntői

### Egyéni

#### Győzelmei (2)
|    | Dátum             | Torna                                  | Borítás | Ellenfél a döntőben | Eredmény a döntőben | Eredmény a döntőben |
| 1. | 2025. április 20. | Oeiras Ladies Open, Oeiras, Portugália | Salak   | Katie Volynets      | 4–6, 6–1, 6–2       |                     |
| 2. | 2025. május 3.    | Catalonia Open, Vic, Spanyolország     | Salak   | Rebeka Masarova     | 6–3, 6–0            |                     |

#### Elveszített döntői (2)
|    | Dátum            | Torna                                                                    | Borítás | Ellenfél a döntőben | Eredmény a döntőben | Eredmény a döntőben |
| 1. | 2022. július 10. | Grand Est Open 88, Contrexéville, Franciaország                          | Salak   | Sara Errani         | 4–6, 6–1, 6–7(4)    |                     |
| 2. | 2025. április 6. | Open Internacional Femení Solgironès, La Bisbal d’Empordà, Spanyolország | Salak   | Darja Semeņistaja   | 7–5, 0–6, 4–6       |                     |

### Páros

#### Elveszített döntői (1)
|    | Dátum            | Torna                              | Borítás | Partner     | Ellenfél a döntőben              | Eredmény a döntőben | Eredmény a döntőben |
| 1. | 2024. április 7. | La Bisbal d’Empordà, Spanyolország | Salak   | Babos Tímea | Miriam Kolodziejová Anna Sisková | játék nélkül        |                     |

## ITF döntői (19–19)

### Egyéni (9–6)
| Díjazás                |
| ---------------------- |
| $100,000 verseny       |
| $75,000/80,000 verseny |
| $50,000/60,000 verseny |
| $25,000 verseny        |
| $15,000 verseny        |
| $10,000 verseny        |

| Döntők borítás szerint |
| ---------------------- |
| Kemény (7–1)           |
| Salak (1–5)            |
| Fű (1–0)               |
| Szőnyeg (0–0)          |

| Eredmény | Ssz. | Dátum                | Verseny                            | Borítás | Ellenfél                | Eredmény         |
| -------- | ---- | -------------------- | ---------------------------------- | ------- | ----------------------- | ---------------- |
| Győztes  | 1.   | 2014. október 27.    | Heraklion, Görögország             | Kemény  | Julia Grabher           | 6–3, 6–0         |
| Győztes  | 2.   | 2014. november 3.    | Heraklion, Görögország             | Kemény  | Valendíni Gramatikopúlu | 6–2, 4–6, 7–6(4) |
| Győztes  | 3.   | 2015. március 16.    | Solarino, Olaszország              | Kemény  | Gloria Liang            | 6–4, 7–6(0)      |
| Győztes  | 4.   | 2015. október 4.     | Tweed Heads, Ausztrália            | Kemény  | Storm Sanders           | 6–2, 3–6, 6–1    |
| Győztes  | 5.   | 2015. október 11.    | Cairns, Ausztrália                 | Kemény  | Olivia Tjandramulia     | 6–4, 6–7(9), 6–1 |
| Győztes  | 6.   | 2015. október 8.     | Toowoomba, Ausztrália              | Kemény  | Katy Dunne              | 6–2, 6–4         |
| Győztes  | 7.   | 2015. november 4.    | Csencsou, Kína                     | Kemény  | Savajanagi Riko         | 6–0, 6–4         |
| Döntős   | 1.   | 2016. november 13.   | Tokió, Japán                       | Kemény  | Csang Suaj              | 6–4, 6–7(2), 2–6 |
| Döntős   | 2.   | 2019. május 19.      | La Bisbal D'Emporda, Spanyolország | Salak   | Vang Hszi-jü            | 6–4, 3–6, 2–6    |
| Döntős   | 3.   | 2020. március 8.     | Antalya, Törökország               | Salak   | Mayar Sherif            | 4–6, 3–6         |
| Döntős   | 4.   | 2021. május 9.       | Prága, Csehország                  | Salak   | Jule Niemeier           | 4–6, 2–6         |
| Győztes  | 8.   | 2021. június 20.     | Denain, Franciaország              | Salak   | Paula Ormaechea         | 5–7, 6–2, 6–4    |
| Döntős   | 5.   | 2021. július 11.     | Contrexéville, Franciaország       | Salak   | Anhelina Kalinyina      | 2–6, 2–6         |
| Döntős   | 6.   | 2021. szeptember 19. | Valencia, Spanyolország            | Salak   | Martina Trevisan        | 6–4, 4–6, 0–6    |
| Győztes  | 9.   | 2022. június 19.     | Ilkley, Egyesült Királyság         | Fű      | Jodie Burrage           | 7–5, 4–6, 6–3    |

### Páros (10–13)
| Díjazás                |
| ---------------------- |
| $100,000 verseny       |
| $75,000/80,000 verseny |
| $50,000/60,000 verseny |
| $25,000 verseny        |
| $15,000 verseny        |
| $10,000 verseny        |

| Döntők borítás szerint |
| ---------------------- |
| Kemény (7–4)           |
| Salak (3–8)            |
| Fű (0–1)               |
| Szőnyeg (0–0)          |

| Eredmény | Ssz. | Dátum                | Verseny                            | Borítás    | Partner                 | Ellenfél                                    | Eredmény            |
| -------- | ---- | -------------------- | ---------------------------------- | ---------- | ----------------------- | ------------------------------------------- | ------------------- |
| Döntős   | 1.   | 2014. október 20.    | Heraklion, Görögország             | Kemény     | Bondár Anna             | Jani Réka Luca Julia Stamatova              | 4–6, 4–6            |
| Győztes  | 1.   | 2014. november 3.    | Heraklion, Görögország             | Kemény     | Bondár Anna             | Martina Bašić Tena Lukas                    | 4–6, 6–3, [10–8]    |
| Győztes  | 2.   | 2015. március 9.     | Solarino, Olaszország              | Kemény     | Bondár Anna             | Sofiya Kovalets Janina Toljan               | 6–3, 6–2            |
| Döntős   | 2.   | 2015. október 2.     | Tweed Heads, Ausztrália            | Kemény     | Priscilla Hon           | Kimberly Birrell Tammi Patterson            | 7–6(3), 3–6, [8–10] |
| Győztes  | 3.   | 2016. április 16.    | Heraklion, Görögország             | Kemény     | Cristiana Ferrando      | Kszenija Bekker Raluca Georgiana Serban     | 6–4, 5–7, [14–12]   |
| Döntős   | 3.   | 2016. május 21.      | Kurume, Japán                      | Fű         | Hszü Si-lin             | Hsu Ching-wen Kszenyija Lükina              | 6–7(5), 2–6         |
| Döntős   | 4.   | 2016. augusztus 26.  | Bükfürdő, Magyarország             | Salak      | Jani Réka Luca          | Stollár Fanny Georgina García Pérez         | 3–6, 6–7(4)         |
| Győztes  | 4.   | 2016. október 8.     | Toowoomba, Ausztrália              | Kemény     | Viktória Kužmová        | Gabriela Ce Tereza Mihaliková               | 6–4, 7–6(4)         |
| Döntős   | 5.   | 2017. június 10.     | Marseille, Franciaország           | Salak      | Dalila Jakupović        | Natyela Dzalamidze Veronyika Kugyermetova   | 6–7(5), 4–6         |
| Döntős   | 6.   | 2018. február 4.     | Glasgow, Egyesült Királyság        | Kemény (f) | Katarzyna Piter         | Ysaline Bonaventure Valendíni Gramatikopúlu | 5–7, 4–6            |
| Döntős   | 7.   | 2018. március 17.    | Tojota, Japán                      | Kemény     | Fudzsivara Rika         | Ji-Hee Choi Na Ri Kim                       | 2–6, 3–6            |
| Döntős   | 8.   | 2018. május 4.       | Balatonboglár, Magyarország        | Salak      | Bukta Ágnes             | Bondár Anna Raluca Serban                   | 1–6, 6–7(2)         |
| Győztes  | 5.   | 2018. augusztus 5.   | Woking, Egyesült Királyság         | Kemény     | Valendíni Gramatikopúlu | Emily Arbuthnott Anna Danilina              | 6–0, 4–6, [11–9]    |
| Döntős   | 9.   | 2018. szeptember 2.  | Budapest, Magyarország             | Salak      | Jani Réka Luca          | Ulrikke Eikeri Elica Kosztova               | 6–2, 4–6, [8–10]    |
| Győztes  | 6.   | 2019. május 11.      | Monzon, Spanyolország              | Kemény     | Jana Fett               | Dészpina Papamihaíl Nina Stojanović         | 7–6(2), 6–2         |
| Döntős   | 10.  | 2019. május 19.      | La Bisbal D'Emporda, Spanyolország | Salak      | Georgina García Pérez   | Arina Rodionova Storm Sanders               | 4–6, 4–6            |
| Győztes  | 7.   | 2019. július 28.     | Bytom, Lengyelország               | Salak      | Katarzyna Piter         | Marija Csernyisova Darija Lodikova          | 6-4, 6–0            |
| Döntős   | 11.  | 2019. szeptember 8.  | Trieszt, Olaszország               | Salak      | Valendíni Gramatikopúlu | Cristina Dinu Angelica Moratelli            | 6–4, 1–6, [8–10]    |
| Győztes  | 8.   | 2019. szeptember 28. | Kaposvár, Magyarország             | Salak      | Nagy Adrienn            | Bondár Anna Jani Réka Luca                  | 7–6(5), 2–6, [10–3] |
| Győztes  | 9.   | 2019. november 9.    | Malibu, Egyesült Államok           | Kemény     | Kimberley Zimmermann    | Lorrain Guillermo Anna Hertel               | 7–6(5), 6–3         |
| Győztes  | 10.  | 2020. január 19.     | Daytona Beach, Egyesült Államok    | Salak      | Kimberley Zimmermann    | Paula Ormaechea Prarthana Thombare          | 7–6(4), 6–2         |
| Döntős   | 12.  | 2021. június 19.     | Denain, Franciaország              | Salak      | Paula Ormaechea         | Anna Danilina Valerija Sztrahova            | 5–7, 6–3, [4–10]    |
| Döntős   | 13.  | 2021. július 11.     | Contrexéville, Franciaország       | Salak      | Kimberley Zimmermann    | Anna Danilina Ulrikke Eikeri                | 0–6, 6–1, [4–10]    |

## Eredményei Grand Slam-tornákon

### Egyéniben
| Grand Slam | Australian Open | Australian Open | Roland Garros  | Roland Garros      | Wimbledon      | Wimbledon        | US Open        | US Open         |
| Év         | Eredmény        | Utolsó ellenfél | Eredmény       | Utolsó ellenfél    | Eredmény       | Utolsó ellenfél  | Eredmény       | Utolsó ellenfél |
| 2017       | Selejtező (Q2)  | Selejtező (Q2)  | Selejtező (Q1) | Selejtező (Q1)     | Selejtező (Q1) | Selejtező (Q1)   | Selejtező (Q1) | Selejtező (Q1)  |
| 2018       | –               | –               | –              | –                  | –              | –                | –              | –               |
| 2019       | –               | –               | –              | –                  | –              | –                | –              | –               |
| 2020       | –               | –               | Selejtező (Q3) | Selejtező (Q3)     | elmaradt       | elmaradt         | –              | –               |
| 2021       | Selejtező (Q1)  | Selejtező (Q1)  | Selejtező (Q1) | Selejtező (Q1)     | Selejtező (Q1) | Selejtező (Q1)   | 1. kör         | Petra Martić    |
| 2022       | Selejtező (Q2)  | Selejtező (Q2)  | 1. kör         | Olga Danilović     | 2. kör         | Kaja Juvan       | 3. kör         | V Kugyermetova  |
| 2023       | 1. kör          | Cseng Csin-ven  | 1. kör         | Varvara Gracsova   | 3. kör         | J Alekszandrova  | Selejtező (Q2) | Selejtező (Q2)  |
| 2024       | Selejtező (Q2)  | Selejtező (Q2)  | 1. kör         | Kateřina Siniaková | 2. kör         | Danielle Collins | Selejtező (Q1) | Selejtező (Q1)  |
| 2025       | Selejtező (Q1)  | Selejtező (Q1)  | Selejtező (Q2) | Selejtező (Q2)     | 3. kör         | Amanda Anisimova |                |                 |

### Páros
| Grand Slam | Australian Open      | Australian Open             | Roland Garros           | Roland Garros                    | Wimbledon                  | Wimbledon                    | US Open              | US Open                           |
| Év         | Eredmény Partner     | Utolsó ellenfél             | Eredmény Partner        | Utolsó ellenfél                  | Eredmény Partner           | Utolsó ellenfél              | Eredmény Partner     | Utolsó ellenfél                   |
| 2022       | –                    | –                           | 2. kör Anna Kalinszkaja | Bondár Anna Greet Minnen         | 1. kör Dajana Jasztremszka | Belinda Bencic Storm Sanders | 3. kör Bernarda Pera | Catherine McNally Taylor Townsend |
| 2023       | 1. kör Bernarda Pera | Anna Danilina Szánija Mirza | 2. kör Katarzyna Piter  | Gabriela Dabrowski Luisa Stefani |                            |                              |                      |                                   |

## Év végi világranglista-helyezései
| Év     | 2014  | 2015 | 2016 | 2017 | 2018 | 2019 | 2020 | 2021 | 2022 | 2023 |
| Egyéni | 1073. | 313. | 272. | 170. | 296. | 252. | 222. | 122. | 85.  | 136. |
| Páros  | 933.  | 430. | 266. | 406. | 240. | 229. | 175. | 191. | 139. | 387. |

## Díjai, elismerései
- 2008: Jó tanuló, jó sportoló[127]
- 2011: A Magyar Köztársaság Jó tanulója, jó sportolója (atlétikában)[128]
- 2012: Az év legjobb női játékosa az U14 korosztályban (Best Female Player of the Year U14)[25]
- 2015: Nemzeti Sport juniordíj[129]
- 2015: A legjobb női kiscsapatnak járó díj a 11. Héraklész-gálán (a legjobb fiatal magyar sportolók díja)[130]
- 2016: A 2015. év junior lány világbajnoka (az ITF díja)[87][131]